# مارشا كينيدي
مارشا كينيدي هي فنانة ورسامة كندية، ولدت في 1951 في ريجاينا في كندا.